# Frank Jakubzik
Frank Jakubzik (geboren 1965 in Kassel) ist ein deutscher Übersetzer und Schriftsteller.

## Leben
Frank Jakubzik arbeitet als Übersetzer aus dem Englischen. Er übersetzte unter anderem Zygmunt Bauman, G. K. Chesterton, Colin Crouch, Daniel Miller und Franco Moretti. 1998 veröffentlichte er eine kleine Erzählung, 2016 erschien der Erzählband In der mittleren Ebene.
Jakubzik lebt und arbeitet in Mainz-Bretzenheim.

## Werke (Auswahl)
Belletristik
- Gefühlte Zuversicht. Erzählungen. Suhrkamp, Berlin 2019, ISBN 978-3-518-12758-2.
- In der mittleren Ebene. Erzählungen aus den kapitalistischen Jahren. Suhrkamp, Berlin 2016, ISBN 978-3-518-12707-0.
- Ein freundlicher Herr. Erzählung nach Objekten von Jan Gelhaar. Illustrationen von Jan Gelhaar. Dielmann: Frankfurt am Main 1998, ISBN 978-3-929232-78-3.

Übersetzungen
- Joan Riley: Sie stieg auf den Berg der Limonen. Roman. Aus dem Englischen von Frank Jakubzik und Marianne Schneider. Hammer, Wuppertal 1998.
- Martin Albrow: Abschied vom Nationalstaat. Staat und Gesellschaft im globalen Zeitalter. Aus dem Englischen von Frank Jakubzik. Suhrkamp, Frankfurt am Main 1998, ISBN 3-518-40966-2.
- Geoffrey Hartman: Das beredte Schweigen der Literatur. Über das Unbehagen an der Kultur. Aus dem Englischen von Frank Jakubzik. Suhrkamp, Frankfurt am Main 2000, ISBN  978-3-518-41145-2.
- Anthony Giddens: Entfesselte Welt. Wie die Globalisierung unser Leben verändert. Aus dem Englischen von Frank Jakubzik. Suhrkamp, Frankfurt am Main 2001, ISBN  978-3-518-12200-6.
- Barbara Adam: Das Diktat der Uhr. Zeitformen, Zeitkonflikte, Zeitperspektiven. Aus dem Englischen von Frank Jakubzik. Suhrkamp, Frankfurt am Main 2005, ISBN  978-3-518-41678-5.
- Zygmunt Bauman: Leben in der flüchtigen Moderne. Aus dem Englischen von Frank Jakubzik. Suhrkamp, Frankfurt am Main 2007, ISBN 978-3-518-12503-8.
- Martin Albrow: Das globale Zeitalter. Aus dem Englischen von Frank Jakubzik. Suhrkamp, Frankfurt am Main 2007, ISBN 978-3-518-45868-6.
- Roger Silverstone: Anatomie der Massenmedien. Ein Manifest. Aus dem Englischen von Frank Jakubzik. Suhrkamp, Frankfurt am Main 2007, ISBN 978-3-518-12505-2.
- Seyla Benhabib: Die Rechte der Anderen. Ausländer, Migranten, Bürger. Aus dem Englischen von Frank Jakubzik. Suhrkamp, Frankfurt am Main 2008, ISBN 978-3-518-24042-7.
- Roger Silverstone: Mediapolis. Die Moral der Massenmedien. (Edition zweite Moderne) Aus dem Englischen von Frank Jakubzik. Suhrkamp, Frankfurt am Main 2008, ISBN  9783518419731.
- Zygmunt Bauman: Wir Lebenskünstler. Aus dem Englischen von Frank Jakubzik. Suhrkamp, Frankfurt am Main 2009, ISBN 978-3-518-12594-6.
- Zygmunt Bauman: Gemeinschaften. Auf der Suche nach Sicherheit in einer bedrohten Welt. Aus dem Englischen von Frank Jakubzik. Suhrkamp, Frankfurt am Main 2009, ISBN 978-3-518-12565-6.
- Daniel Miller: Der Trost der Dinge. Fünfzehn Porträts aus dem London von heute. Aus dem Englischen von Frank Jakubzik. Suhrkamp, Berlin 2010, ISBN 978-3-518-12613-4.
- Colin Crouch: Das befremdliche Überleben des Neoliberalismus. Postdemokratie II. Aus dem Englischen von Frank Jakubzik. Suhrkamp, Berlin 2011, ISBN 978-3-518-42274-8.
- David Foster Wallace: Schicksal, Zeit und Sprache. Über Willensfreiheit. Herausgegeben von Steven M. Cahn und Maureen Eckert. Aus dem Englischen von Frank Jakubzik. Suhrkamp, Berlin 2012, ISBN 978-3-518-12653-0.
- Daniel Miller: Weihnachten. Das globale Fest. Aus dem Englischen von Frank Jakubzik. Suhrkamp, Berlin 2011, ISBN 978-3-518-06217-3.
- Daniel Miller: Das wilde Netzwerk. Ein ethnologischer Blick auf Facebook. (edition unseld) Aus dem Englischen von Frank Jakubzik. Suhrkamp, Berlin 2012, ISBN  978-3-518-26042-5.
- Zygmunt Bauman und David Lyon: Daten, Drohnen, Disziplin. Ein Gespräch über flüchtige Überwachung. Aus dem Englischen von Frank Jakubzik. Suhrkamp, Berlin 2013, ISBN 978-3-518-12667-7.
- G. K. Chesterton: Eugenik und andere Übel. (edition unseld) Herausgegeben und mit einer Einleitung von Thomas Lemke. Übersetzung und Erläuterungen von Frank Jakubzik. Suhrkamp, Berlin 2014, ISBN 978-3-518-26041-8.
- Franco Moretti: Der Bourgeois. Eine Schlüsselfigur der Moderne. Aus dem Englischen von Frank Jakubzik. Suhrkamp, Berlin 2014, ISBN 978-3-518-42459-9.
- Colin Crouch: Die bezifferte Welt. Wie die Logik der Finanzmärkte das Wissen bedroht. Aus dem Englischen von Frank Jakubzik. Suhrkamp, Berlin 2015, ISBN 978-3-518-42505-3.
- Ulrich Beck: Die Metamorphose der Welt. Aus dem Englischen von Frank Jakubzik. Berlin: Suhrkamp 2016, ISBN 978-3-518-42563-3.
- Perry Anderson: Hegemonie. Konjunkturen eines Begriffs. Aus dem Englischen von Frank Jakubzik. Berlin: Suhrkamp 2016, ISBN 978-3-518-12724-7.
- Zygmunt Bauman: Retrotopia. Aus dem Englischen von Frank Jakubzik. Suhrkamp, Berlin 2017, ISBN 978-3-518-07331-5.
- Colin Crouch: Ist der Neoliberalismus noch zu retten?. Aus dem Englischen von Frank Jakubzik. Suhrkamp, Berlin 2018, ISBN 978-3-518-46942-2.
- J. D. Daniels: Die Korrespondenz. Aus dem Englischen von Frank Jakubzik. Suhrkamp, Berlin 2019, ISBN 978-3-518-12713-1.